# Gaspare Fumagalli
Gaspare Fumagalli (* um 1735 in Rom; † 1785 in Palermo) war ein italienischer Maler auf Sizilien.

## Leben
Fumagalli wurde in Rom ausgebildet, kam aber in jungen Jahren nach Palermo, wo er gelegentlich mit  Vito D’Anna Paläste mit Fresken dekorierte. Neben Fresken sind von ihm Tafelbilder bekannt, deren Sujets von der Vedute über die Landschaften bis hin zu Stillleben und Genreszenen reichen. Von 1747 stammt sein Entwurf für ein Epitaph in der Kathedrale von Palermo, das dem verstorbenen König Philipp V. gewidmet ist.

## Werke (Auswahl)
- Villa Resuttano Pitroales (Piana dei Colli): Fresken (mit Vito D’Anna)
- Complesso Malaspina (Palermo): Fresken (mit Vito D’Anna)
- Palazzo Valguarnera (Gangi): dekorative Fresken unter der Leitung von Elia Interguglielmi
- Oratorio dei Bianchi(Palermo): Dekoration der Vorhalle
- Diözesanmuseum (Palermo): Tafelbild
- Palazzo Bongiorno (Gangi): Fresko Trompe-l’œil (Mitte 18. Jh.)
- Villa Pantelleria (Palermo): mehrere Gemälde
- Chiesa di S. Chiara (Palermo): Fresken
- Palazzo Nasello (Aragona): Tafelbild